# حسین خان کندی
حسین خان کندی یک روستا در ایران است که در شهرستان مشگین‌شهر واقع شده‌است. حسین خان کندی ۲۰ نفر جمعیت دارد.